# Makrokosmos
마크로코스모스(Makrokosmos)는 조지 헨리 크럼이 작곡한 피아노작품이다.1972년~1973년에 작곡되었으며,1-12악장은 데이비드 버그,13-24악장은 로버트 밀러의 독주로 초연되었다. 버르토크 벨러의 미크로코스모스와 관련된다.

## 차례
- 1.원시시대의 소리
- 2.프로테우스
- 3.전원
- 4.십자가
- 5.유령의 곤돌라
- 6.밤의 주술
- 7.그림자의 음악
- 8.무한의 마법원
- 9.시간의 심연
- 10.봄불
- 11.꿈의 영상
- 12.나선 은하
- 13.아침의 음악
- 14.신비의 화음
- 15.비의 죽음
- 16.2개의 태양
- 17.유령
- 18.괴물석상
- 19.토라 토라 토라
- 20.노스트라다무스의 예언
- 21.우주의 바람
- 22.북쪽왕관자리
- 23.은하계 종과의 연도
- 24.하느님의 어린 양